# فابیو آرمیلیاتو
فابیو آرمیلیاتو (ایتالیایی: Fabio Armiliato؛ زادهٔ ۱۷ اوت ۱۹۵۶) خواننده اپرا اهل ایتالیا است.
از فیلم‌ها یا برنامه‌های تلویزیونی که وی در آن نقش داشته است می‌توان به تقدیم به رم با عشق اشاره کرد.